# Havelberg

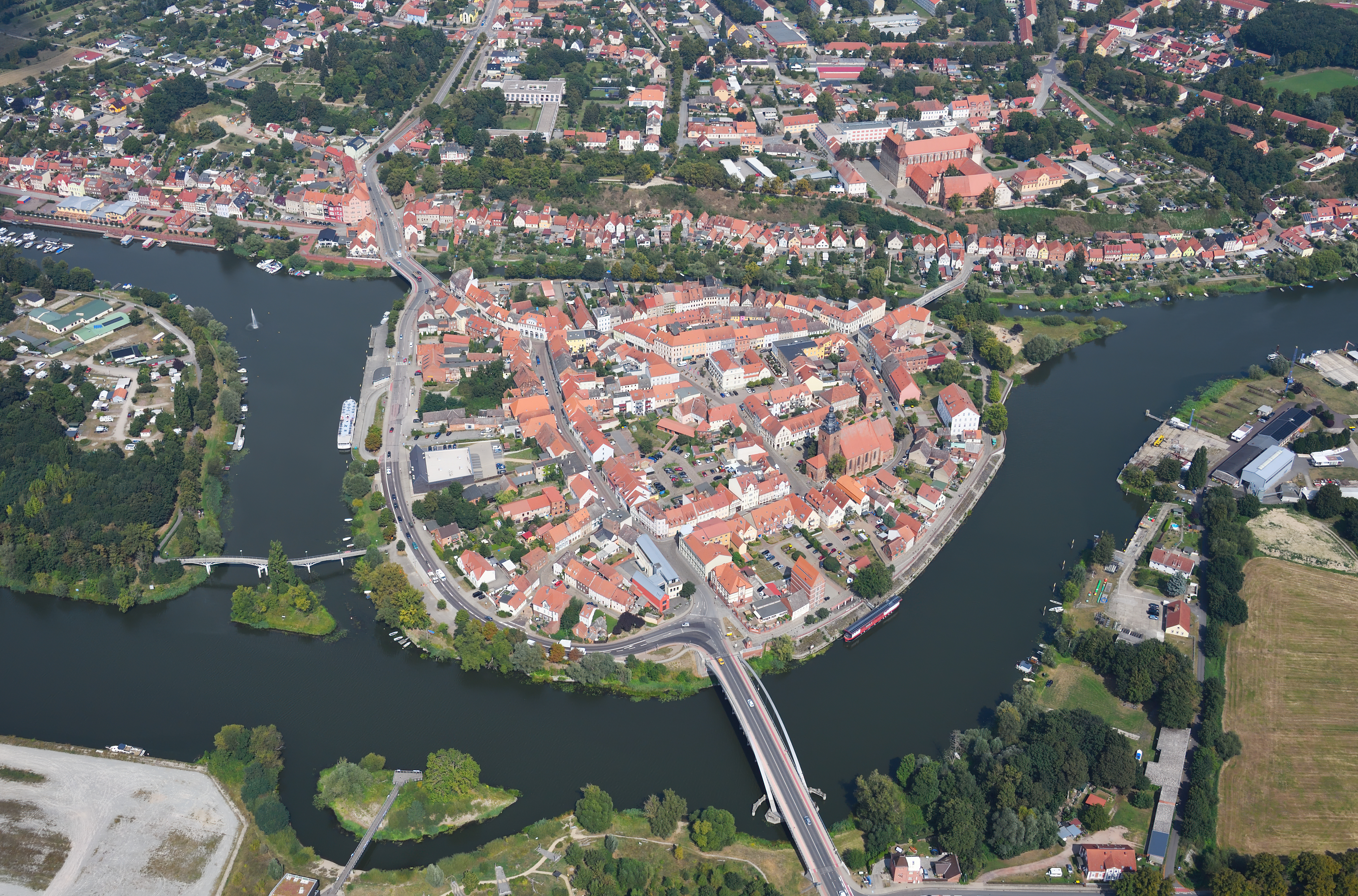
Vue aérienne

Havelberg est une ville allemande situé en Saxe-Anhalt, dans l'arrondissement de Stendal. C'est une ville historique, située au confluent de la Havel et de l'Elbe, et le siège de l'ancien diocèse de Havelberg fondé au Xe siècle.

## Géographie
Le centre historique est situé sur une île à l'embouchure de la rivière Havel, juste à la limite nord-est de la Saxe-Anhalt avec le Land de Brandebourg. La région de Prignitz s'étend d'ici jusqu'à Mecklembourg au nord.

## Histoire
Au VIIe siècle, après la période des Grandes invasions, les terrains furent peuplés par les Slaves occidentaux (« Wendes »). Leurs domaines jouxtaient les parties orientales du duché de Saxe sur la rive gauche de l'Elbe et ils viennent sous l'influence des souverains de la Francie orientale au début du Xe siècle. Les troupes saxonnes du roi Henri Ier marchèrent dans la région et conquirent le château-fort de Lenzen au nord en 929. Le fils de Henri, Othon Ier, a pris le contrôle des autres territoires païens ; vers l'an 948 (la date précise est controversée) il crée les évêchés de Havelberg et de Brandebourg. Les évêques deviennent suffragants à l'archevêché de Magdebourg établi par l'empereur Otton en 968. Des margraves se sont installés et ont pris le contrôle des implantations slaves.
Après la mort du margrave Gero en 965, sa marche (Marca Geronis) fut divisée en 5 parties : Havelberg faisait partie de la Marche du Nord sous le gouvernement de Dietrich d’Haldensleben. Toutefois, en 983, il est de nouveau sous contrôle des tribus slaves après leur soulèvement. Le 29 juin 983 les forces de la fédération des Lutici attaquèrent Havelberg et détruisirent le siège épiscopal. Les rois germaniques se retirèrent alors sur la rive ouest de l'Elbe. Selon la Chronica Slavorum écrit par Helmold von Bosau vers 1170, Havelberg reste chef-lieu des tribus locales.

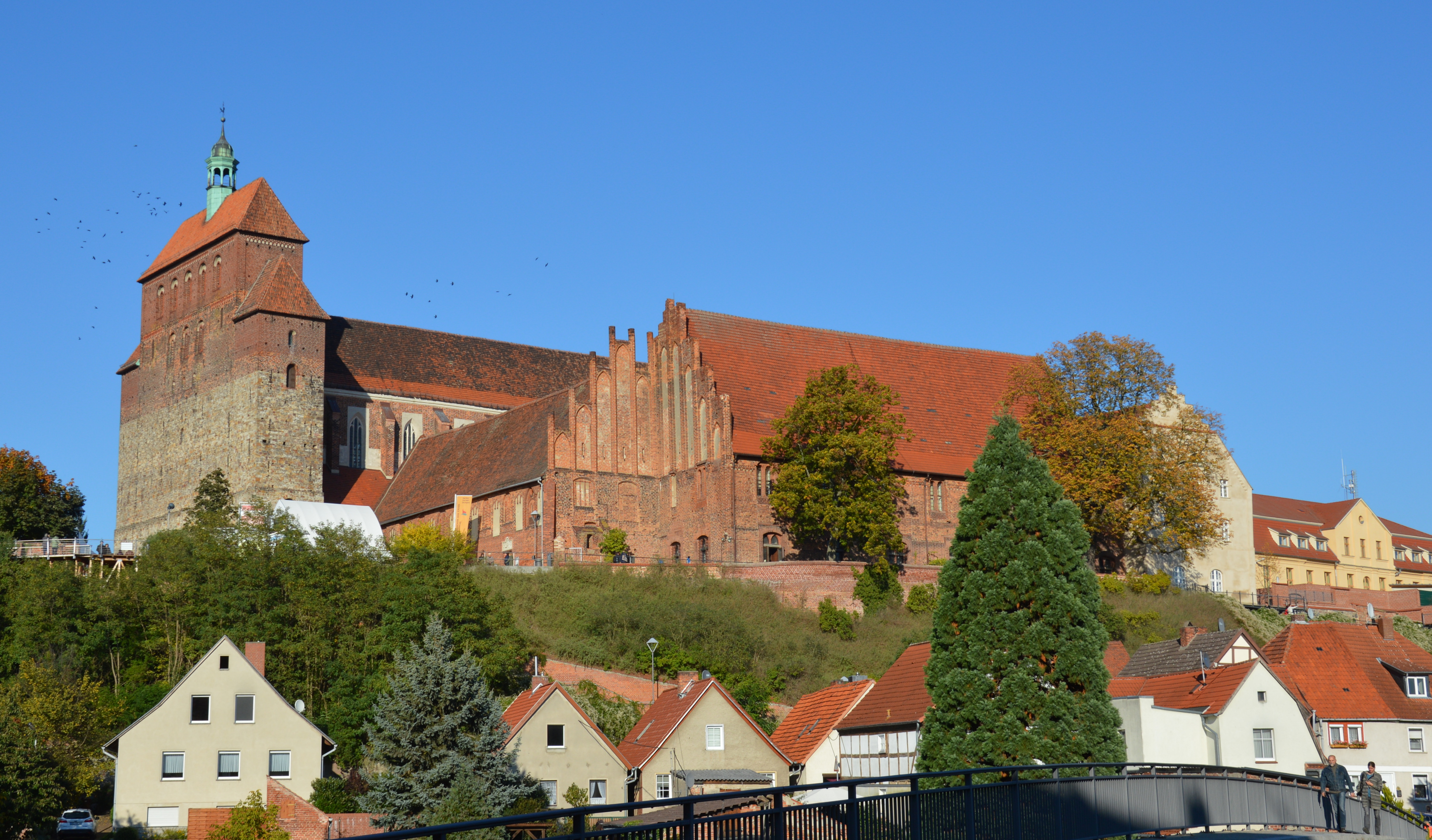
La cathédrale de Havelberg.

Vers l'an 1130, le roi Lothaire de Supplinbourg s'était avancé à nouveau vers les territoires slaves. En 1136 / 1137, le margrave saxon Albert l'Ours pouvait définitivement soumettre les domaines et l'évêque Anselme de Havelberg obtint en arrière la juridiction territoriale sur son diocèse. Il prit tout d'abord son siège à l'abbaye de Jerichow ; un chapitre de chanoines des prémontrés à Havelberg fut fondé vers l'an 1150, conjointement à la construction de la cathédrale. Ce bâtiment avec son massif occidental caractéristique fut consacré en 1170.
La ville médiévale est née au-dessous la cathédrale dans un méandre de la Havel. La seigneurie est gardée par le margraviat de Brandebourg créée par Albert l'Ours en 1157. Au XIVe siècle, les margraves gagèrent Havelberg temporairement à la maison de Mecklembourg. Malgré un privilège de fondation délivré par l'empereur Frédéric Barberousse, les évêques n'ont jamais été en mesure d'atteindre la qualité de seigneur temporel (prince-évêque) ; peu tard, ils ont transféré leur résidence à Wittstock. Au cours de la Réforme protestante au XVIe siècle, l'évêché fut sécularisé et finalement rattaché à l'électorat de Brandebourg en 1598.
Bien située en bordure des rivières et aux voies marchandes liant la cité de Magdebourg aux villes hanséatiques de la côte baltique, Havelberg a reçu le droit urbain de Magdebourg vers l'an 1310. Entre 1359  et 1488, la ville était membre de la Ligue hanséatique

## Transports
En 1890, fut inaugurée une ligne ferroviaire à voie étroite (9,3 kilomètres de long) entre Havelberg et la gare de Glöwen qui se trouve à la ligne de Berlin à Hambourg. En 1971, la ligne à Havelberg fut fermée. L'ancienne gare de Havelberg qui se situe à l'ouest du centre de la ville fut transformée en un atelier.
Aujourd'hui le port fluvial de Havelberg est utilisé pour les sports nautiques, le canotage et le yachting.

## Bâtiments et sites notables
Comme Havelberg était un membre de la Ligue hanséatique, plusieurs bâtiments dans le centre historique furent construits en gothique de brique comme à Lübeck, la capitale de la ligue.
La cathédrale, construite dans un style roman et consacrée en 1170, se situe sur une colline au nord de la ville. Elle fut transformée en une église gothique entre 1279 et 1330.
Au centre de la ville, il y a des maisons à colombages intéressantes, dont à la place Salzmarkt au sud-ouest du centre historique. Le nom de la place signifie Marché du Sel. Au Moyen Âge, le commerce du sel était la raison de la prospérité de la ville.
L'église de Saint-Laurent, construite au XIIIe siècle dans un style roman avec un clocher mesurant 46 m, fut transformée en une église-halle de style gothique tardif au XVIIe siècle. La chapelle de Sainte-Gertrud et Sainte-Anne, un bâtiment octogonal en briques datant du XVe siècle, se situe sur une colline près de la cathédrale.
L'hôtel de ville, qui se trouve à la place du Marché, fut construit en 1854 en style classiciste tardif et rénové en 1995/1996.
La chapelle Sankt-Spiritus-Kapelle de style gothique fut construite en briques en 1390. Sur l'entrée se trouve une fresque en grès sculptée vers l'an 1400 qui montre la torture et la crucifixion de Jésus.

## Personnalités
- Karl Gussow (1843–1907), peintre ;
- Annett Louisan (née en 1977), chanteuse.

## Jumelages
- Verden (Allemagne), depuis 1990
- Saumur (France), depuis 1991
- Warwick (Royaume-Uni), depuis 1997

## Sources
- (de) Cet article est partiellement ou en totalité issu de l’article de Wikipédia en allemand intitulé « Havelberg » (voir la liste des auteurs).

1. 1 2  (de) Matthias Puhle, Hanse - 16 Städtebilder aus Sachsen-Anhalt, Dössel, Saalekreis, 2008, p.53.
2. ↑  Puhle 2008, p. 52.
3. ↑  Puhle 2008, p. 56.
4. ↑  Karl Baedeker: Deutschland 2000, p. 203. Ostfildern 2008
5. ↑  Puhle 2008, p. 55.